# Cordeiro
Cordeiro is een gemeente in de Braziliaanse deelstaat Rio de Janeiro. De gemeente telt 19.902 inwoners (schatting 2009).

## Aangrenzende gemeenten
De gemeente grenst aan Bom Jardim, Cantagalo, Duas Barras, Trajano de Moraes en Macuco.

## Verkeer en vervoer
De plaats ligt aan de wegen BR-492/RJ-116 en RJ-160.